# Clemendana pacifera
Clemendana pacifera är en fjärilsart som beskrevs av William Schaus 1929. Clemendana pacifera ingår i släktet Clemendana och familjen björnspinnare. Inga underarter finns listade i Catalogue of Life.